# NGC 912
NGC 912 este o galaxie lenticulară situată în constelația Andromeda. A fost descoperită în 30 noiembrie 1878 de către Édouard Stephan⁠(d). Se află la o distanță de 73,45 de megaparseci de Pământ.